# Lysiteles longensis
Espèce
Lysiteles longensis est une espèce d'araignées aranéomorphes de la famille des Thomisidae.

## Distribution
Cette espèce est endémique du Gansu en Chine,. Elle se rencontre dans le xian de Qingshui.

## Description
Le mâle holotype mesure 2,89 mm et la femelle paratype 3,27 mm.

## Systématique et taxinomie
Cette espèce a été décrite par Zhang et Zhang en 2023.

## Étymologie
Son nom d'espèce, composé de long et du suffixe latin -ensis, « qui vit dans, qui habite », lui a été donné en référence au lieu de sa découverte, Long.

## Publication originale
- Zhang & Zhang, 2023 : « Two new species of crab spiders from Xiaolong Mountains in Gansu Province, China (Araneae, Thomisidae). » ZooKeys, vol. 1160, p. 75-87 (texte intégral).